# Giovanni Di Lorenzo
Giovanni Di Lorenzo (pronúncia em italiano AFI: [dʒoˈvanni di Ioˈrentso], Castelnuovo di Garfagnana, 4 de agosto de 1993) é um futebolista italiano que atua como lateral-direito. Atualmente defende o Napoli.

## Carreira

### Reggina e Matera
Di Lorenzo começou atuando nas categorias de base do Lucchese, e em 2009, aos 16 anos, foi contratado pelos juniores do Reggina.
Realizou sua estreia como profissional no dia 29 de maio de 2011, aos 17 anos, atuando contra o Sassuolo na Serie B.
Na temporada 2012–13, com 19 anos, foi emprestado ao Cuneo, na Lega Pro Prima Divisione (3.ª divisão italiana).
Já na temporada 2013–14, retornou ao Reggina para a disputa da Serie B. O lateral-direito atuou em 20 jogos pela equipe, que acabou caindo para a 3.ª divisão.

### Matera
Vestindo a camisa do modesto Matera, Di Lorenzo atuou em 58 jogos e marcou três gols na temporada, todos na 3.ª divisão.

### Empoli
Em 30 de agosto de 2017 se transferiu para o Empoli na Serie B, em um contrato de três anos. Di Lorenzo marcou seu primeiro gol pelo time no dia 23 de abril de 2018, numa vitória por 4–2 sobre Frosinone, fora de casa. O jogador atuou em 36 partidas, sendo 20 na Serie B, e viu sua equipe obter o acesso para a 1.ª divisão.
No dia 19 de agosto de 2018, aos 25 anos, Di Lorenzo estreou na Serie A com uma vitória por 2–0 contra o Cagliari, pela 1.ª rodada do Campeonato Italiano. Em 2 de abril de 2019, marcou um gol na boa vitória por 2–1 em casa contra o Napoli, clube que no qual iria se transferir no final da temporada. O lateral uma boa temporada pelo Empoli, marcando cinco gols em 37 jogos.

### Napoli
Em 7 de junho de 2019, Di Lorenzo foi anunciado como novo reforço do Napoli. No dia 24 de agosto, estreou com a camisa napolitana numa vitória por 4–3 contra a Fiorentina. No jogo seguinte, contra a Juventus, fora de casa, marcou seu primeiro gol com a camisa napolitana, mas viu a Juventus acabar ganhando a partida por 4–3. O jogador tornou-se titular absoluto com Carlo Ancelotti e depois com Gennaro Gattuso, que assumiu o cargo de treinador em dezembro, e viu Di Lorenzo ter boas atuações.
Conquistou seu primeiro título pelo clube no dia 17 de junho de 2020, sagrando-se campeão da Copa da Itália. Titular na final contra a Juventus, realizada no Estádio Olímpico, Di Lorenzo viu as equipes empatarem por 0–0 no tempo normal, mas os napolitanos venceram por 4–2 nos pênaltis.
Marcou o 2.º gol da partida contra o Sassuolo, sofrendo ainda o pênalti que originou o 3.º gol, cobrado por Lorenzo Insigne. O jogo terminou 3–3 e era válido pela 25.ª rodada da Série A, em 3 de março.

## Seleção Nacional
Fez sua estreia pela Seleção Italiana principal no dia 15 de outubro, na vitória por 5–0 sobreLiechtenstein, válido pelas Eliminatórias da Euro 2020, dando uma assistência para Belotti fazer o 5.º gol.
No dia 1 de maio, foi um dos 26 convocados pelo técnico Roberto Mancini para a disputa da Eurocopa 2020 e para as Eliminatórias da Copa do Mundo de 2022. Sagrou-se campeão da Eurocopa ao ver a Itália vencer a Inglaterra por 3–2 nos pênaltis, após um empate por 1–1 no tempo normal. Recebeu do governo italiano a Ordem do Mérito da República Italiana após a conquista, assim como todos os jogadores e comissão técnica.
Em setembro de 2021, o jogador marcou um gol na goleada por 5–0 sobre a Lituânia, em jogo válido pela 6.ª rodada das Eliminatórias da Copa do Mundo.

## Estilo de jogo
Di Lorenzo iniciou sua carreira jogando como atacante (daí o seu apelido, Batigol), mas depois passou a atuar como lateral direito. Tem uma boa profundidade ofensiva, um bom cruzamento e rápida movimentação, além de combinar suas técnicas com força e resistência física.

## Estatísticas
Atualizadas 9 de setembro de 2021[carece de fontes?]

### Clubes
| Clube             | Temporada         | Campeonato Nacional | Campeonato Nacional | Campeonato Nacional | Copa Nacional[a] | Copa Nacional[a] | Copa Nacional[a] | Competições Continentais[b] | Competições Continentais[b] | Competições Continentais[b] | Outros Torneios[c] | Outros Torneios[c] | Outros Torneios[c] | Total | Total | Total   |
| Clube             | Temporada         | Jogos               | Gols                | Assist.             | Jogos            | Gols             | Assist.          | Jogos                       | Gols                        | Assist.                     | Jogos              | Gols               | Assist.            | Jogos | Gols  | Assist. |
| ----------------- | ----------------- | ------------------- | ------------------- | ------------------- | ---------------- | ---------------- | ---------------- | --------------------------- | --------------------------- | --------------------------- | ------------------ | ------------------ | ------------------ | ----- | ----- | ------- |
| Reggina           | 2010–11           | 1                   | 0                   | 0                   | —                | —                | —                | —                           | —                           | —                           | —                  | —                  | —                  | 1     | 0     | 0       |
| Reggina           | 2011–12           | 1                   | 0                   | 0                   | —                | —                | —                | —                           | —                           | —                           | —                  | —                  | —                  | 1     | 0     | 0       |
| Reggina           | Total             | 1                   | 0                   | 0                   | 0                | 0                | 0                | 0                           | 0                           | 0                           | 0                  | 0                  | 0                  | 2     | 0     | 0       |
| Cuneo             | 2012–13           | 27                  | 0                   | 0                   | 2                | 0                | 0                | —                           | —                           | —                           | 0                  | 0                  | 0                  | 29    | 0     | 0       |
| Cuneo             | Total             | 27                  | 0                   | 0                   | 2                | 0                | 0                | 0                           | 0                           | 0                           | 0                  | 0                  | 0                  | 29    | 0     | 0       |
| Reggina           | 2013–14           | 20                  | 0                   | 0                   | 1                | 0                | 0                | —                           | —                           | —                           | —                  | —                  | —                  | 31    | 2     | 0       |
| Reggina           | 2014–15           | 38                  | 0                   | 1                   | 2                | 0                | 0                | —                           | —                           | —                           | —                  | —                  | —                  | 40    | 0     | 1       |
| Reggina           | Total             | 58                  | 0                   | 1                   | 3                | 0                | 0                | 0                           | 0                           | 0                           | 0                  | 0                  | 0                  | 71    | 2     | 1       |
| Matera            | 2015–16           | 33                  | 2                   | 3                   | 1                | 0                | 0                | —                           | —                           | —                           | —                  | —                  | —                  | 34    | 2     | 3       |
| Matera            | 2016–17           | 27                  | 2                   | 2                   | 8                | 0                | 1                | —                           | —                           | —                           | —                  | —                  | —                  | 35    | 2     | 1       |
| Matera            | 2017–18           | 1                   | 0                   | 0                   | 2                | 0                | 0                | —                           | —                           | —                           | —                  | —                  | —                  | 3     | 0     | 0       |
| Matera            | Total             | 61                  | 4                   | 5                   | 11               | 0                | 1                | 0                           | 0                           | 0                           | 0                  | 0                  | 0                  | 72    | 4     | 4       |
| Empoli            | 2017–18           | 41                  | 1                   | 7                   | 0                | 0                | 0                | 0                           | 0                           | 0                           | —                  | —                  | —                  | 41    | 1     | 7       |
| Empoli            | 2018–19           | 37                  | 5                   | 3                   | 1                | 0                | 0                | 0                           | 0                           | 0                           | —                  | —                  | —                  | 38    | 5     | 3       |
| Empoli            | Total             | 0                   | 0                   | 0                   | 0                | 0                | 0                | 0                           | 0                           | 0                           | 0                  | 0                  | 0                  | 79    | 6     | 10      |
| Napoli            | 2019–20           | 33                  | 3                   | 4                   | 5                | 0                | 1                | 8                           | 0                           | 2                           | —                  | —                  | —                  | 46    | 3     | 7       |
| Napoli            | 2020–21           | 36                  | 3                   | 7                   | 4                | 1                | 0                | 8                           | 0                           | 1                           | 1                  | 0                  | 0                  | 49    | 4     | 8       |
| Napoli            | 2021–22           | 4                   | 0                   | 0                   | 0                | 0                | 0                | 1                           | 0                           | 0                           | —                  | —                  | —                  | 5     | 0     | 0       |
| Napoli            | Total             | 73                  | 6                   | 11                  | 9                | 1                | 1                | 17                          | 0                           | 4                           | 1                  | 0                  | 0                  | 102   | 7     | 15      |
| Total na carreira | Total na carreira | 221                 | 12                  | 17                  | 25               | 0                | 1                | 17                          | 0                           | 4                           | 1                  | 0                  | 0                  | 355   | 19    | 30      |

- a. ^ Jogos da Coppa Italia Serie C e Coppa Italia
- b. ^ Jogos da Liga Europa da UEFA e Liga dos Campeões da UEFA
- c. ^ Jogos da Supercopa da Itália

### Seleção Italiana
| Ano   |       |      |         |       |
| Ano   | Jogos | Gols | Assist. | Média |
| ----- | ----- | ---- | ------- | ----- |
| 201o  | 2     | 0    | 1       | 0,5   |
| 2020  | 3     | 0    | 0       | 0     |
| 2021  | 9     | 1    | 0       | 0,11  |
| Total | 14    | 1    | 1       | 0,14  |

## Títulos
Matera
- Copa da Itália - Serie C: 2016–17

Empoli
- Serie B: 2017–18

Napoli
- Copa da Itália: 2019–20
- Serie A: 2022–23, 2024–25

Seleção Italiana
- Eurocopa: 2020

### Prêmios individuais
- Ordem do Mérito da República Italiana: 2020
- Seleção da Serie A: 2022–23[22]